# Brug 37
Brug 37 is een vaste brug in Amsterdam-Centrum.
De verkeersbrug, waar tramlijn 4 sinds 1948 over heen rijdt, is gelegen in de Utrechtsestraat en voert over de Keizersgracht. Ze is de op een na laatste brug voordat de Keizersgracht bij de Lucas Jansz Sinckbrug de Amstel in stroomt. De brug, zelf geen monument in omringd door gemeentelijke en rijksmonumenten.
Er ligt hier al eeuwen een bouwwerk. Op de kaart van Jacob Bosch met de Vierde uitleg van circa 1679 is hier een sluis ingetekend. Die binnensluis stond bekend als een “peylsluis”.  Ook in de Herengracht en Prinsengracht lagen dergelijke sluizen. Stadsarchitect Daniël Stalpaert had die sluizen ook al ingetekend in het ontwerpgedeelte van zijn kaart van 1662, het was toen nog voornamelijk leeg gebied aan de Utrechtse straet en Keisers Graft. Hij meldde daarbij dat het ging om "Binne sluysen en verlaten om het in latende water vanden Amstel op te houden". In 1673 werden de Amstelsluizen gebouwd, waardoor de sluizen in de grachten hun functies verloren. Frederik de Wit tekende op zijn kaart in 1688 dus geen sluizen meer, maar lage bruggen.
De geschiedenis van de brug loopt ongeveer gelijk aan die van brug 34 (in de Utrechtsestraat over de Herengracht), omdat deze brug in het verlengde daarvan ligt. Ze moest dus ook verbreed worden om de mogelijkheid te scheppen voor tramhalte over de brug (vermoedelijk jaren tachtig van de 19e eeuw) etc. Daarnaast werd de brug ook mogelijk verbreed om al vast te passen in een verbreding van de Utrechtsestraat, die als radiaalweg vanuit het centrum zou moeten gaan dienen. Dat plan ging echter niet door.
In 2009 waren er plannen om de brug rigoureus te vernieuwen in het kader van de algemene aanpassing van de verkeersweg Utrechtsestraat, herprofilering, aanpassen aan de eisen van de tijd, nieuwe tramrails etc. Echter na het debacle bij brug 34, een meningsverschil over de veiligheid van de vernieuwde brug die een enorme vertraging in het project gaf, werd bekeken of deze brug de tand des tijds beter had doorstaan dan die brug. Er werd ingeschat dat brug 37 nog wel een tijdje mee kon gaan, zodat deze brug niet vernieuwd werd. Vanuit de lucht bezien heeft de brug nog steeds de vorm van een sluis. Ten oosten van de brug is de gracht versmald, op de verbreding van de kades stond het sluiswachterhuisje, in latere tijd een bloemstal. Aangezien de brug nog redelijk laag is, was plaatsing van woonboten in de Keizersgracht alleen ten oosten van de brug mogelijk.

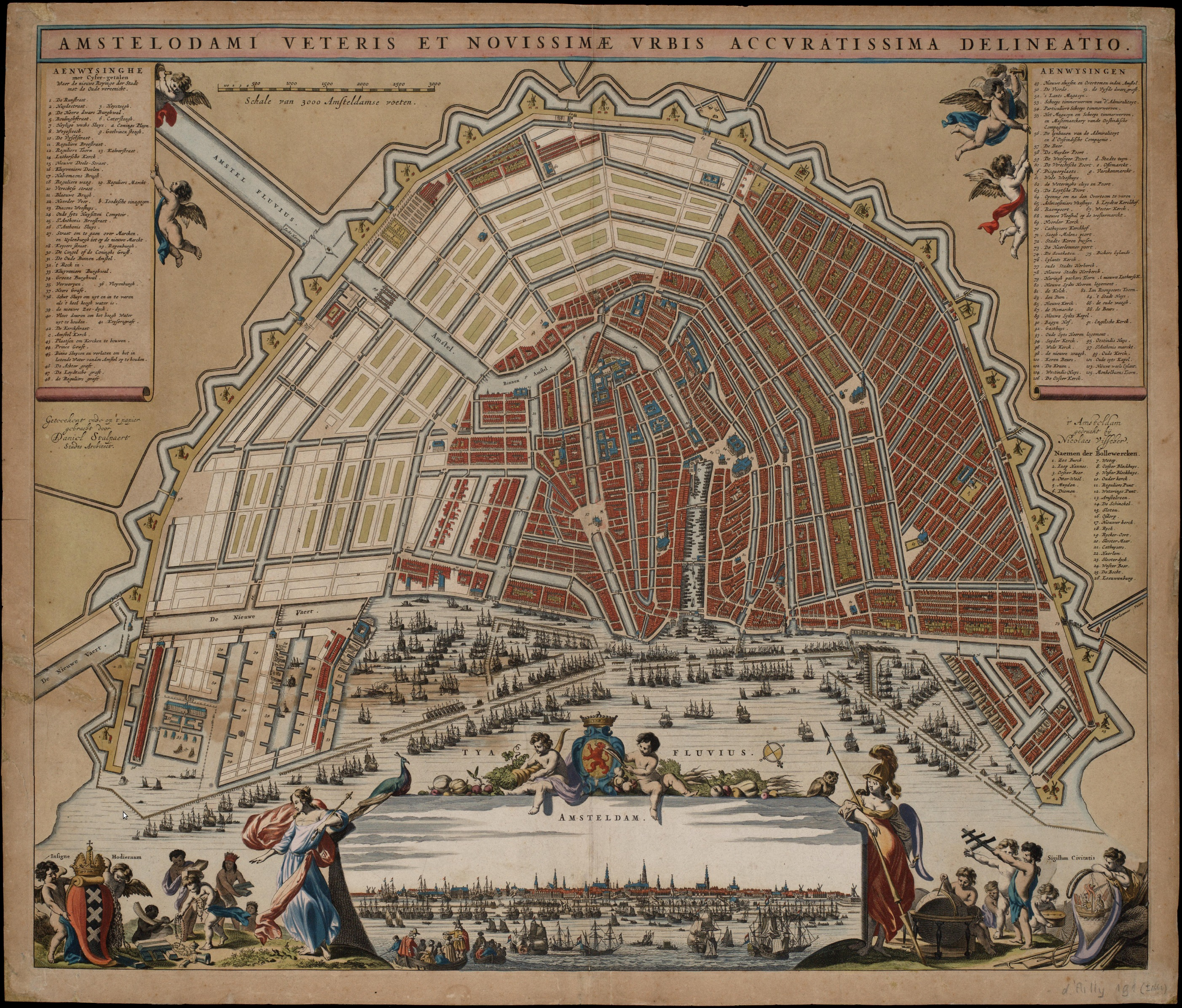
Kaart Daniël Stalpaert uit 1662

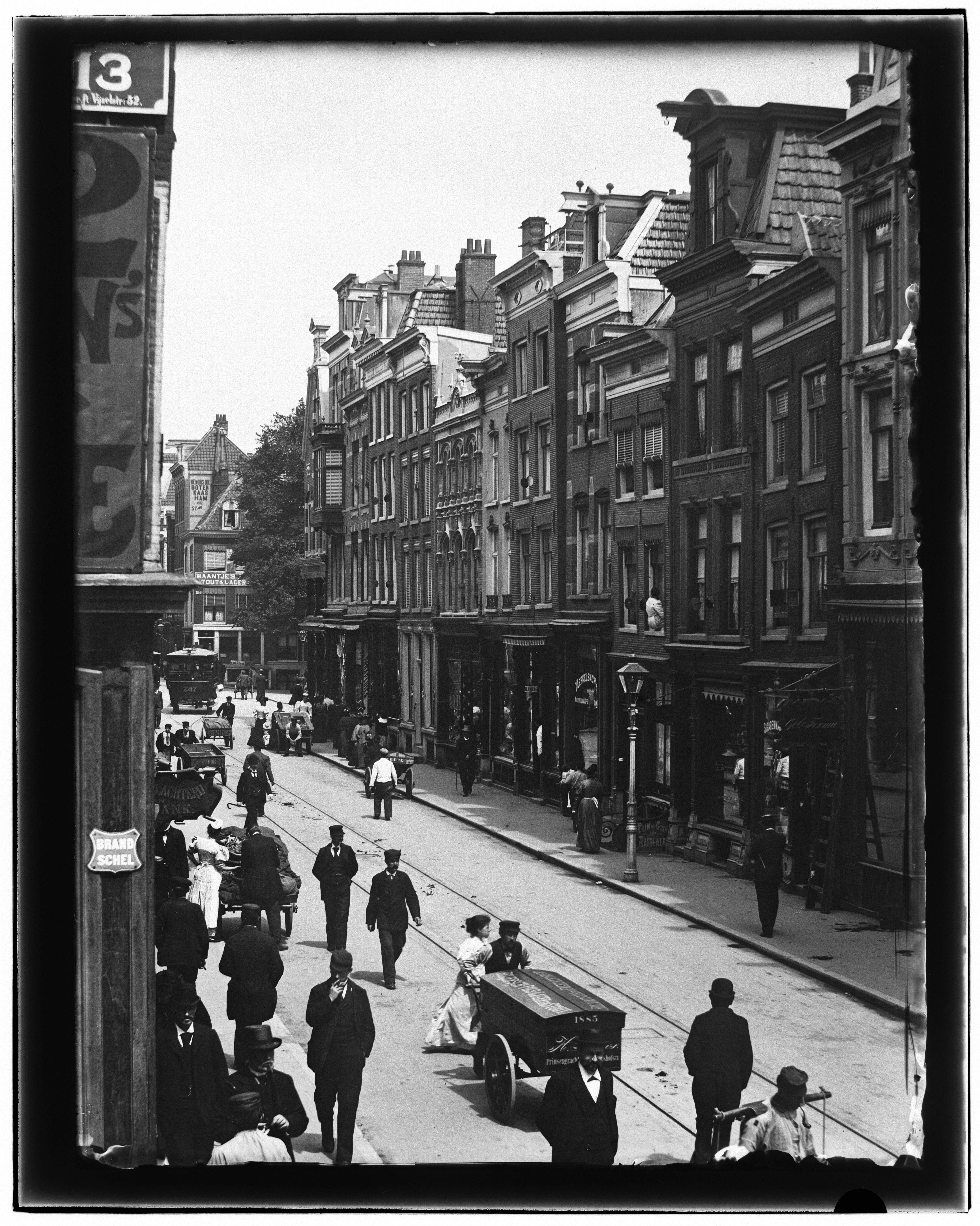
Brug 37 in 1897 door Jacob Olie
met al gesplitst spoor op de brug

1 · 2 · 3 · 4 · 5 · 6 · 7 · 8 · 9 · 10 · 11 · 12 · 13 · 14 · 15 · 16 · 17 · 18 · 19 · 20 · 21 · 22 · 23 · 24 · 25 · 26 · 27 · 28 · 29 · 30 · 31 · 32 · 34 · 35 · 36 · 37 · 38 · 39 · 40 · 41 · 42 · 43 · 44 · 45 · 46 · 47 · 48 · 49 · 50 · 51 · 52 · 53 · 54 · 55 · 56 · 57 · 58 · 59 · 60 · 61 · 62 · 63 · 64 · 65 · 66 · 67 · 68 · 69 · 70 · 71 · 72 · 73 · 74 · 75 · 76 · 77 · 78 · 79 · 80 · 81 · 82 · 84 · 85 · 86 · 87 · 88 · 89 · 90 · 91 · 92 · 93 · 94 · 95 · 96 · 97 · 98 · 99 · >>>
Brugnummers 33 en 83 zijn niet (meer) vergeven